# Cheilosoideae
Cheilosoideae, biljna potporodica, najmanja u porodici mlječikovki. Opisana je tek 2005. godine. Sastoji se od dva roda s nekoliko vrsta u Maleziji, tropskoj Aziji i Salomonovim otocima

## Rodovi
- Cheilosoideae K.Wurdack & Petra Hoffm.
  - Cheilosa Blume
  - Neoscortechinia Pax